# ديون براند
ديون براند (بالإنجليزية: Dionne Brand)‏ (7 يناير 1953، بورت أوف سبين في ترينيداد وتوباغو)؛ شاعرة، كاتِبة وروائية كندية. درست في جامعة تورنتو.

## روابط خارجية
- ديون براند على موقع IMDb (الإنجليزية)
- ديون براند على موقع الموسوعة البريطانية (الإنجليزية)
- ديون براند على موقع قاعدة بيانات الفيلم (الإنجليزية)